# 파울라 폰 프레라도비치

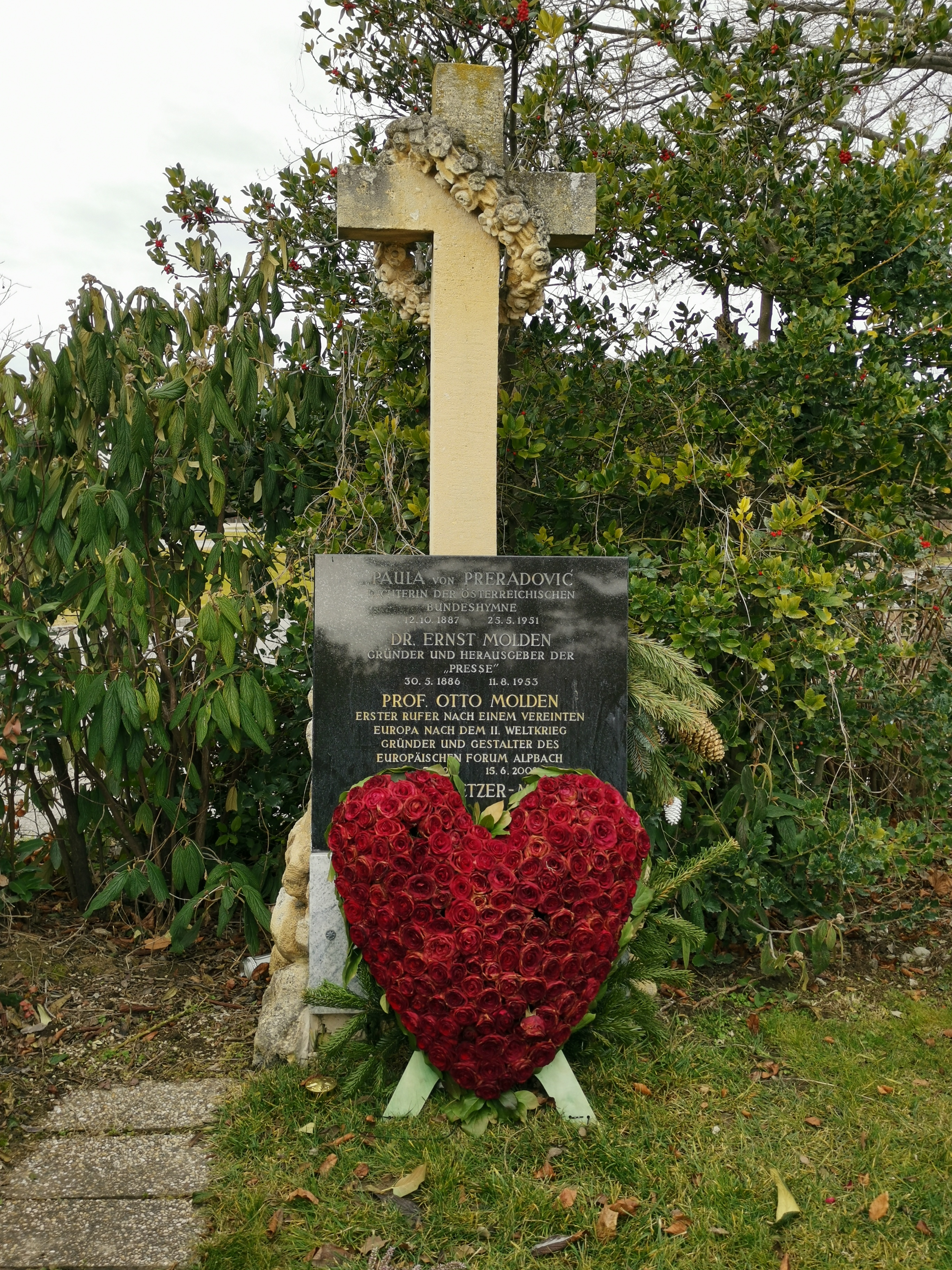

파울라 폰 프레라도비치(크로아티아어: Paula von Preradović, 1887년 10월 12일 ~ 1951년 5월 25일)은 크로아티아 출신의 오스트리아의 시인이다.
그녀는 비엔나에서 태어났으나 풀라로 이동, 후에 덴마크에서 살게 되었다. 그녀는 오스트리아의 국가를 작사하였다.